# T-Mobile Czech Republic
T-Mobile Czech Republic, a.s. é um operador de rede sem fio tcheco, de propriedade do provedor de telecomunicações alemão Deutsche Telekom. T-Mobile é o maior operador de rede de telefonia móvel na República Tcheca. Em 31 de dezembro de 2014, seis milhões de clientes estavam usando os serviços da T-Mobile.

## História
A T-Mobile opera no mercado tcheco desde 1996 como RadioMobil (joint venture da Ceske Radiokomunikace e Deutsche Telekom), fornecendo uma rede chamada Paegas.
A T-Mobile Czech Republic a.s. opera uma rede pública de comunicações móveis nos padrões GSM, UMTS e LTE. Em 19 de outubro de 2005, a T-Mobile foi o primeiro operador na República Tcheca a lançar essa tecnologia de terceira geração. Em 2011, a O2 Czech Republic e a T-Mobile Czech Republic assinaram um acordo para compartilhar suas redes 2G, 3G e LTE.